# Fußball-Ostasienmeisterschaft der Frauen 2010
Die dritte Fußball-Ostasienmeisterschaft der Frauen, offiziell EAFF Women’s Football Championship 2010, wurde 2010 in Japan ausgetragen. Vier Mannschaften aus dem ostasiatischen Raum qualifizierten sich für die Endrunde. Davon waren Japan als Gastgeber sowie Nordkorea und die Volksrepublik China bereits gesetzt. Südkorea konnte sich in einem im August 2009 ausgetragenen Qualifikationsturnier als vierte Mannschaft qualifizieren. Da sich aber Nordkorea vor Beginn der Endrunde von dieser zurückzog, wurden sie von Chinese Taipei ersetzt.
Die Qualifikationsrunde wurden in einer Gruppenphase ausgespielt. Der Sieger qualifizierte sich für die nächste Runde. Der Ostasienmeister wurde ebenfalls durch Gruppenspiele ermittelt.

## Austragungsort
Die Qualifikationsspiele der ersten Runde wurden im Tainan Municipal Xinying Stadium in Tainan in der Republik China ausgetragen. Vier Spiele der zweiten Runde wurden im Ajinomoto-Stadion und zwei im Nationalstadion in der japanischen Hauptstadt Tokio ausgetragen.

## Modus
Jede Mannschaft spielte in der jeweiligen Gruppenphase je einmal gegen jede andere Mannschaft der Gruppe. Ein Sieg wurde mit drei Punkten, ein Unentschieden mit einem Punkt bewertet. Bei zwei oder mehreren punktgleichen Mannschaften, entschieden folgende Kriterien:
1. bessere Tordifferenz;
2. höhere Anzahl erzielter Tore;
3. höhere Punktzahl aus den Spielen der punkt- und torgleichen Mannschaften untereinander;
4. bessere Tordifferenz aus diesen Spielen;
5. höhere Anzahl erzielter Tore aus diesen Spielen;
6. Losentscheid.

## Turnier

### Qualifikation
| Pl. | Land               | Sp. | S | U | N | Tore    | Diff. | Punkte |
| --- | ------------------ | --- | - | - | - | ------- | ----- | ------ |
| 1.  | Südkorea           | 4   | 4 | 0 | 0 | 041:000 | +41   | 12     |
| 2.  | Chinesisch Taipeh  | 4   | 3 | 0 | 1 | 035:700 | +28   | 09     |
| 3.  | Hongkong           | 4   | 2 | 0 | 2 | 012:150 | −3    | 06     |
| 4.  | Guam               | 4   | 1 | 0 | 3 | 005:210 | −16   | 03     |
| 4.  | Nördliche Marianen | 4   | 0 | 0 | 4 | 001:510 | −50   | 0      |

|                 |   |                    |            |
| 22. August 2009 |   |                    |            |
| Guam            | – | Nördliche Marianen | 5:1 (2:1)  |
| Chinese Taipei  | – | Hongkong           | 8:1 (2:0)  |
| 24. August 2009 |   |                    |            |
| Hongkong        | – | Nördliche Marianen | 10:0 (6:0) |
| Guam            | – | Südkorea           | 0:9 (0:7)  |
| 26. August 2009 |   |                    |            |
| Chinese Taipei  | – | Guam               | 10:0 (4:0) |
| Südkorea        | – | Nördliche Marianen | 19:0 (6:0) |
| 28. August 2009 |   |                    |            |
| Chinese Taipei  | – | Nördliche Marianen | 17:0 (8:0) |
| Südkorea        | – | Hongkong           | 7:0 (1:0)  |
| 30. August 2009 |   |                    |            |
| Guam            | – | Hongkong           | 0:1 (0:0)  |
| Chinese Taipei  | – | Südkorea           | 0:6 (0:3)  |

| Beste Torhüterin | Beste Verteidigerin | Beste Torschützin | Wertvollste Spielerin | Fairplay Preis |
| ---------------- | ------------------- | ----------------- | --------------------- | -------------- |
| Kim Jung-mi      | Kim Do-yeon         | Lin Yu-hui        | Cho So-hyun           | Südkorea       |

Südkorea qualifizierte sich für die Endrunde.

### Endrunde
Die Endrunde fand parallel zum Turnier der Männer statt. Da sich Nordkorea vor dem Start des Turniers zurückzog, rückte Chinese Taipei als Zweiter der Qualifikation nach.
| Pl. | Land                | Sp. | S | U | N | Tore    | Diff. | Punkte |
| --- | ------------------- | --- | - | - | - | ------- | ----- | ------ |
| 1.  | Japan               | 3   | 3 | 0 | 0 | 007:100 | +6    | 09     |
| 2.  | Volksrepublik China | 3   | 2 | 0 | 1 | 005:300 | +2    | 06     |
| 3.  | Südkorea            | 3   | 1 | 0 | 2 | 006:400 | +2    | 03     |
| 4.  | Chinesisch Taipeh   | 3   | 0 | 0 | 3 | 000:100 | −10   | 0      |

|                                                            |   |                |           |
| 6. Februar 2010 um 15:30 Uhr in Tokio (Ajinomoto-Stadion)  |   |                |           |
| Japan                                                      | – | China          | 2:0 (1:0) |
| 7. Februar 2010 um 16:30 Uhr in Tokio (Nationalstadion)    |   |                |           |
| Südkorea                                                   | – | Chinese Taipei | 4:0 (3:0) |
| 10. Februar 2010 um 16:30 Uhr in Tokio (Ajinomoto-Stadion) |   |                |           |
| China                                                      | – | Südkorea       | 2:1 (0:0) |
| 11. Februar 2010 um 15:15 Uhr in Tokio (Nationalstadion)   |   |                |           |
| Japan                                                      | – | Chinese Taipei | 3:0 (1:0) |
| 13. Februar 2010 um 13:30 Uhr in Tokio (Ajinomoto-Stadion) |   |                |           |
| Chinese Taipei                                             | – | China          | 0:3 (0:0) |
| 13. Februar 2010 um 15:35 Uhr in Tokio (Ajinomoto-Stadion) |   |                |           |
| Japan                                                      | – | Südkorea       | 2:1 (1:0) |

| Beste Torhüterin | Beste Verteidigerin | Beste Torschützin                              | Wertvollste Spielerin | Fairplay Preis      |
| ---------------- | ------------------- | ---------------------------------------------- | --------------------- | ------------------- |
| Zhang Yanru      | Azusa Iwashimizu    | Han Duan Mana Iwabuchi Lee Jang-mi Yoo Young-a | Homare Sawa           | Volksrepublik China |